# کوپلیاره
کوپیاره (به صربی: Kopljare) یک منطقهٔ مسکونی در صربستان است که در آرانجلوواس واقع شده‌است. کوپیاره ۱٬۰۲۴ نفر جمعیت دارد.